# Fannia pseudoscalaris
Fannia pseudoscalaris är en tvåvingeart som beskrevs av Seguy 1926. Fannia pseudoscalaris ingår i släktet Fannia och familjen takdansflugor.
Artens utbredningsområde är Algeriet. Inga underarter finns listade i Catalogue of Life.